# Керчом'яське сільське поселення
Керчом'я́ське сільське поселення (рос. Керчомъяское сельское поселение) — муніципальне утворення у складі Усть-Куломського району Республіки Комі, Росія. Адміністративний центр та єдиний населений пункт — село Керчом'я.

## Населення
Населення — 864 особи (2017, 1043 у 2010, 1515 у 2002, 1838 у 1989).